# Эффект медиа
Эффект медиа — это феномен влияния информации, полученной из СМИ, на поведение и предпочтения аудитории.
Сегодня средства массовой информации оказывают сильное влияние на многие аспекты жизни человека. Они способны изменить наши предпочтения на выборах, заставить нас пересмотреть свою позицию касаемо определённых вопросов или даже убедить нас в верности абсолютно ложной информации. СМИ сегодня — это постоянно меняющаяся сфера, и многие эксперты критикуют ее как никогда массово и повсеместно. За последние годы общее влияние средств массовой информации резко возросло. Влияние СМИ — это фактическая сила, оказываемая медиа-сообщением, которая приводит к изменению или углублению отдельных убеждений аудитории. Влияние это имеет немало форм, которые социологи и называют эффектами медиа.
С помощью эффекта медиа объясняют увеличение различных проявлений антисоциального поведения среди членов аудитории медиа. Между содержанием медиа и антисоциальным поведением пытаются найти причинно-следственные связи. Серия экспериментов «Куклы» социального психолога А. Бандуры являются одним из объяснений того, как имитация насилия в медиа становится причиной роста насилия в социуме и иллюстрацией того, как работает эффект медиа.
Степень влияния медиа-сообщение на любого из его членов аудитории зависит от множества факторов, включая демографические данные аудитории и психологические характеристики. Эффекты медиа могут быть положительными или отрицательными, мгновенными или постепенными, краткосрочными или долгосрочными, прямыми или косвенными. Не все эффекты приводят к изменениям: некоторые мультимедийные сообщения усиливают существующую веру. Исследователи исследуют аудиторию после воздействия СМИ на изменения в познании, системах убеждений и отношениях, а также эмоциональные, физиологические и поведенческие эффекты.
Разработаны различные теории понимания эффекта медиа, в рамках которых эффект медиа трактуется как копирование людьми образцов поведения и социальных норм, с которым они соприкоснулись благодаря сообщениям массмедиа.

## История

### Первый этап исследований эффектов медиа
С начала 20 века до 1930-х годов развитие технологий в средствах массовой информации, таких как радио и кино, сделали СМИ почти непреодолимой силой в формировании убеждений, познаний и поведения аудитории в соответствии с волей коммуникаторов. Главная мысль, лежащая в основе ранних теории, касающихся эффектов медиа, заключается в том, что аудитория пассивна и однородна. Это предположение основано не на эмпирических данных, а на суждениях о человеческой природе. Такому пониманию медиа эффектов можно найти два объяснения. Во-первых, на фоне стремительного развития технологий массового вещания люди были поражены скоростью распространения информации, которая, возможно, затуманила восприятие аудитории. Во-вторых, однородности аудитории сильно способствовала правительственная пропаганда, активно работавшая во время войны с целью именно объединить людей. Ранние исследования эффектов медиа часто фокусировались на силе этой пропаганды (например, Lasswell, 1927) и многие социологи приходили к выводу, что средства массовой информации являются почти что всемогущими.
Пример теорий того периода:
Модель подкожной иглы или теория волшебной пули: рассматривает аудиторию как цель инъекции или пули информации, выпущенной из пистолета СМИ. Аудитория не может избежать или противостоять инъекции или пуле.

### Второй этап исследований эффектов медиа
На втором этапе исследований, начавшемся с 1930-х годов, социологи установили важность эмпирических исследований, а также пришли к выводу, что эффекты медиа имеют сложный характер из-за своеобразного характера зрителей. Исследования Фонда Пейна, проведенные в США в этот период, были сосредоточены на влиянии средств массовой информации на молодежь. Лазарсфельд (1944) и исследования его коллег по демократическим избирательным кампаниям проводили исследования эффективности политических кампаний.
Исследователи выявили особенности воздействия средств массовой информации на отдельные лица и аудитории, выявляя многочисленные промежуточные переменные, такие как демографические атрибуты, социально-психологические факторы и различные способы использования медиа. Концепция всемогущего средства массовой информации была разбавлена. Предполагалось, что основу мнения и взглядом людей составляет все же социальная среда, окружение человека и культурный контекст, а средства массовой информации просто функционируют в рамках этих элементов. Подобная концепция несколько усложнила процесс исследования эффектов медиа.
Примеры теорий того периода:
Теория двухступенчатого потока коммуникации: согласно этой теории, люди подвержены влиянию средств массовой информации через межличностное влияние лидеров общественного мнения.
Теория ограниченных эффектов Клаппера: Джозеф Т. Клаппер утверждает в своей книге «Эффекты массовой коммуникации», что аудитория не является пассивными объектами любого медиа сообщения. Напротив, аудитория избирательно выбирает контент.

### Третий этап исследований эффектов медиа
В 1950-х и 1960-х годах широкое использование телевидения способствовало резкому увеличению его влияния на социальную жизнь. Между тем, социологи также поняли, что ранние исследования были сосредоточены на краткосрочных и мгновенных эффектах. Переход от краткосрочных эффектов к долгосрочным ознаменовал возобновление исследований медиа-эффектов. Хотя считалось, что аудитория по-прежнему сама выбирает какие мультимедийные сообщения потреблять, «то, как СМИ выбирают, обрабатывают и формируют контент для своих целей может оказать сильное влияние на то, как он будет получен и интерпретирован, и, следовательно, на долгосрочные последствия» (Mcquail, 2010).
Примеры теорий того периода:
Теория установления повестки дня описывает, как выбор тем и частоты сообщений со стороны средств массовой информации повлиял на воспринимаемую значимость этих тем в публичной аудитории.
Фреймирование: определяет способность СМИ манипулировать интерпретацией аудитории медиа-сообщения путем тщательного контроля углов подачи информации, фактов, мнений, охвата.

### Четвертый этап исследований эффектов медиа
В конце 1970-х годов исследователи рассматривали роль средств массовой информации в формировании социальных реалий, также называемых «социальным конструктивистом» (Gamson and Modigliani, 1989). Этот подход оценил роль СМИ в построении соответствующих социальных реалий. Полагалось, что, во-первых, средства массовой информации изображают общества в форме и предсказуемом виде, как в новостях, так и в развлекательных целях. Во-вторых, аудитория создает или выводит свое восприятие реальной социальной реальности и своей роли в ней, взаимодействуя с реалиями, созданными СМИ. Аудитория может контролировать свое взаимодействие и интерпретацию этих реалий, созданных СМИ. Однако, когда медиа-сообщения являются единственным источником информации, аудитория может невольно принимать реальность, выстроенную СМИ.
Этот этап также добавил методы качественного и этнографического исследования к существующим количественным и бихевиористским методам исследования. Кроме того, в нескольких исследовательских проектах основное внимание уделялось средствам массовой информации, освещавшим меньшинства и периферийные социальные движения.
Примеры исследований того периода:
Исследование Ван Зонена (1992): рассматривает вклад средств массовой информации в женское движение в Нидерландах.

### Пятый период исследований эффектов медиа
Уже в 1970-х годах были исследованы последствия индивидуального или группового поведения в компьютеризированных средах. Основное внимание было уделено влиянию компьютеризированных коммуникаций на межличностное и групповое взаимодействие. В 1990-х годах масштаб исследований в этой сфере резко увеличился и расширением использования Интернета. Теории, такие как обработка социальной информации (Walther, 1992) и модель социальной идентификации / деиндивидуализации (Postmes et al., 2000), изучали влияние компьютеризированного общения на поведение пользователей, сравнивая эти эффекты эффектами обычных коммуникаций.

## Типология эффектов медиа
Одним из самых распространённых методов исследования эффектов медиа является их распределение на два уровня: индивидуальный (микроуровень) или совокупный (макроуровень).

### Микроуровень
К этому уровню относят теории, которые основывают свои наблюдения и выводы на влиянии сообщений медиа на отдельных индивидов, а не на группах, институтах, системах или обществе в целом.
На микроуровне эффекты медиа делятся на шесть видов:
Когнитивный эффект. Это наиболее очевидный и измеримый эффект: он включает в себя любую новую информацию, смысл или сообщение, полученные через потребление медиа. Когнитивные эффекты распространяются на приобретение прошлых знаний: люди могут объединять источники информации и обращать информацию в новое поведение.
Эффект убеждения. Мы не можем проверять каждое отдельное мультимедийное сообщение, но мы можем поверить во многие сообщения, даже о событиях, людях, местах и идеях, с которыми мы никогда не сталкивались из первых рук.
Эффект приобретения позиции. Сообщения СМИ, независимо от своей изначальной цели, часто заставляют нас невольно обзаводиться позицией или отношением к представленным темам.
Эмоциональный эффект. Относится к любому эмоциональному воздействию медиа среды, положительному или отрицательному, на человека.
Физиологический эффект. Медиа-контент может вызвать физическую реакцию, часто проявляющуюся в виде реакции «бей или беги» или расширенных зрачках.
Поведенческий эффект. Часто медиа сообщения способствуют изменению модели поведения индивида.

### Макроуровень
К этому уровню относятся теории, которые основывают свои наблюдения и выводы на больших социальных группах, институтах, системах или идеологиях.
Примеры теорий: Гипотеза разрыва в знаниях, Управление рисками, Теория общественности.

## Ключевые теории эффектов медиа

### Микроуровневые эффекты медиа
Эффект третьего лица
Люди часто ошибочно полагают, что они менее восприимчивы к медиаэффектам, чем другие. Около пятидесяти процентов тех, кто так думает, согласно этой теории, восприимчивы к эффекту третьего лица, то есть недооценивают степень влияния СМИ. Это может позволить человеку жаловаться на медиаэффекты, не принимая на себя ответственность за свои возможные последствия. Это в значительной степени основано на теории атрибуции, где «человек имеет тенденцию приписывать свои собственные реакции объекту мира, а другие, когда они отличаются от его собственных, к личным характеристикам».
Распространение идей насилия в СМИ
Влияние насилия со стороны СМИ на людей имеет много десятилетий исследований, начиная с 1920-х годов. Дети и подростки, которые считаются наиболее уязвимыми потребителями средств массовой информации, часто становятся объектом этих исследований. Большинство исследований распространения идей насилия средствами массовой информации нацелены на изучение таких медиа категории, как телевидение и видеоигры.
Социологи сумели вывести три эффекта медиа, которые относятся непосредственно к распространению СМИ идей насилия. Все три относятся к поведенческим
эффектам.
Эффект растормаживания: распространение идей насилия в СМИ может узаконить применение насилия. Пример: мужчины, насмотревшись порнофильмов с элементами жестокости, ведут себя более агрессивно по отношению к женщинам в определенных обстоятельствах.
Эффект имитации: люди начинают подражать насилию, которое видят на телеэкранах.
Эффект десенсибилизации: индивид привыкает к насилию и перестает считать его чем-то ужасным благодаря определенному агрессивному медиа-контенту, и это, в свою очередь, приводит к опасным последствиям.

### Макроуровневые эффекты медиа
Ниже приводятся яркие примеры исследований эффектов медиа, которые оказывают влияние на аудиторию в целом.
Культивирование
Не все медиаэффекты являются мгновенными или краткосрочными. Гербнер (1969) создал теорию культивирования, утверждая, что средства массовой информации культивируют «коллективное сознание об элементах существования». Если зрители постоянно наблюдают в СМИ повторяющиеся темы и сюжетные линии, со временем они могут невольно начать ожидать, что эти темы и сюжетные линии произойдут в реальной жизни.
Эффект повестки дня
Помимо того, что СМИ передают новости, они также и рассказывают нам, что следует думать о новостях. Масштаб освещения события или какого-либо феномена в прессе посылает зрителям сигналы о важности описываемого предмета, в то время как введение определенных смысловых рамок при освещении новостей заставляет ничего не подозревающего зрителя невольно реагировать.
Спираль молчания
Многие люди не склонны распространяться об определенных медиа сообщениях из-за страха перед социальной изоляцией. Иными словами, люди не готовы высказывать свое мнение касаемо определенных вопросов, если в СМИ нет подтверждения важности этого вопроса или доказательства верности их точки зрения. Термин так называемой спирали молчания может также относиться к определенным деятелям сферы медиа, которые воздерживаются от публикации спорного контента.